# Вейгель, Пётр Иванович
Пётр Иванович Вейгель (1892, село Герцог (Суслы), Новоузенский уезд, Самарская губерния — 3 ноября 1937, Сандармох) — католический священник.

## Священник
Родился в семье немцев-колонистов. Окончил гимназию в Покровске, католическую Саратовскую духовную семинарию. С 1916 — священник, служил в католическом приходе в родном селе, затем в приходе в Мариентале. 18 августа 1930 был арестован по групповому делу немецкого католического духовенства. Находился в заключении в Москве в Бутырской тюрьме. 20 апреля 1931 приговорён к расстрелу с заменой на 10 лет лишения свободы.

## Узник Соловецкого лагеря
В 1931—1937 отбывал наказание в Соловецком лагере особого назначения. В доносе одного из секретных осведомителей, следивших за священником, было сказано: 

Вейгель, находясь в Соловецком лагере, заявляет: «По выходе из заключения мы станем ещё больше агитировать, ещё больше привлекать на свою сторону крестьянские массы, а молодёжь возьмём в руки, чтобы свернуть её с пути безбожия на „правильный“ путь и ум их очистить от безбожных коммунистических идей и понятий». (Разумеется, слова Вейгеля передаются в пересказе доносчика — отсюда и необычные для священника формулировки).

О пребывании Вейгеля в лагере сохранились воспоминания Юрия Чиркова, ставшего узником в 1935 в возрасте 16 лет. С Вейгелем его познакомил другой содержавшийся в лагере католический священник Алоизий Каппес, откликнувшись на его просьбу помочь ему с преподавателем немецкого языка: 

Выслушав мои сетования, Каппес задумался и сказал, что знает удивительного преподавателя, который, кроме русского и немецкого, владеет итальянским, испанским и английским, а из древних языков — латынью, греческим и еврейским.

О первой встрече с Вейгелем Чирков вспоминает так: 

Когда старые монастырские часы ударили 8 раз, вошёл некто невысокий, худощавый, похожий лицом на канцлера Брюнинга, в узких очках в железной оправе. Коротко стриженная седая голова, чёрное пальто, в руках шапка. Я сразу догадался, что это ОН…

Вейгель оказал большое влияние на формирование Чиркова (ставшего в зрелые годы профессором, специалистом в области метеорологии) как личности. Он не только научил его немецкому языку, но и познакомил с немецкой литературой. Чирков, называвший Вейгеля Учителем, вспоминал о встрече своего учителя со знаменитым православным богословом Павлом Флоренским в музее Соловецкого монастыря в конце 1936: 

Я представил Учителя и профессора друг другу и с интересом наблюдал, как два знаменитых человека преодолевают свою застенчивость. Пётр Иванович нашёлся первый и обратился к Павлу Александровичу по-латыни, упомянув о какой-то пословице. Флоренский ответил на латыни и перешёл на немецкий. Вейгель ответил по-русски и упомянул о прекрасном иконостасе и некоторых иконах, затем разговор перешёл на рукописи…

Постепенно Чиркову стали известны детали биографии Вейгеля, который окончил Гёттингенский университет в Германии и Григорианский университет в Риме, был миссионером в Африке, Парагвае, Бразилии, Перу, затем снова жил в Риме и, получив сан прелата, был направлен в Россию по поручению Конгрегации восточных церквей для инспекции поволжских немецких католических приходов. Однако в следственном деле информации об этих этапах биографии священника нет. Зато часть из них (жизнь в Риме, Германии и Латинской Америке, возвращение в СССР) совпадают с эпизодами биографии священника Алоизия Каппеса, который познакомил Чиркова с Вейгелем (о Каппесе Чирков отзывался благожелательно, но не отмечал в его личности никаких ярких особенностей). Не исключено, что осторожные священники, опасавшиеся доносчиков, «поменялись» биографиями, причём часть данных была просто домыслена. При этом семинарское образование, которое, в любом случае, получил Вейгель, давало ему прекрасные знания латыни (немецкий язык он знал с детства) и высокий уровень общей культуры.

## Гибель
В 1937 Вейгель вместе с Каппесом был переведён на тюремный режим. К этому времени относятся последние воспоминания Чиркова об Учителе, отправляемого по этапу с Соловков: 

И мимо, мимо идут ряды. Я ждал своего Учителя. Включён ли он в этап? Уже прошло несколько польских ксендзов. Проплыло толстое раблезианское лицо Каппеса. «Wo ist mein Lehrer?» («Где мой учитель»)- крикнул я. Поворотом головы Каппес показал в следующие ряды, и я увидел бледное, исхудавшее, скорбное лицо Учителя. Он улыбнулся и чётко произнёс: «Auf, bade, Schuler, unverdrossen die irdische Brust im Morgenrot» («Купай, ученик, неустанно земную грудь в утренней заре»)… А ряды всё шли. Более тысячи заключённых было вывезено из Соловков в этот пасмурный октябрьский вечер.

9 октября 1937 приговорён к расстрелу, 3 ноября 1937 расстрелян в урочище Сандормох под Медвежьегорском.